# Verticalismo
Em arquitetura, verticalismo é o estilo ou composição que procura sobretudo o desenvolvimento vertical das formas. Um exemplo, na arquitetura gótica existe uma busca pelas alturas espirituais que vai ser reforçada pela acentuação do verticalismo dos edifícios, pela carga simbólica         que é conferida aos edifícios. Os tetos em abóbada de berço foram substituídos por arcos ogivais (dois arcos iguais que se encontram na parte superior) e paredes finas enormes, somada à instalação de vitrais,  proporcionavam enormes aberturas que conferiam leveza à estrutura facilitando a construção em altura, nomeada mente com recurso a contrafortes. Assim a verticalidade e intensa luminosidade interna, torna o fiel “pequeno” em relação a Deus. No objetivo pelo alcance do verticalismo da estrutura, passou-se a utilizar a arquitetura em ferro em algumas estruturas portantes com o objetivo de garantir maior estabilidade ao edifício. A construção de edifícios altos e verticais, especialmente arranha-céus excepcionalmente altos, surge no século XIX.